# 점촌시

점촌시의 기

점촌시(店村市)는 1986년에 문경군에서 설치되어 1995년에 문경군과 함께 도농통합형의 문경시로 통합되어 폐지된 경상북도의 행정 구역이었다. 인구는 53,210명(1988년)이었고 면적은 44.47km²이었다.

## 같이 보기
- 문경시